# Джордж Нельсон (дизайнер)
Джордж Нельсон (англ. George Nelson; 1908—1986) — американський дизайнер, архітектурний журналіст й архітектор середини XX ст., вважається одним із засновників американського модернізму. Визнана постать промислового дизайну ХХ ст.

## Біографія
Джордж Нельсон народився 29 травня 1908 року у м. Гартфорд, штат Коннектикут (США). За 50 років своєї творчої діяльності (активні 1936—1986 рр.) він встиг спробувати себе в багатьох галузях дизайнерської справи. Нельсон отримав величезну популярність як проектувальник меблів, промисловий дизайнер, дизайнер інтер'єрів і виставок. Як виявилося, він був ще й чудовим автором — репортером, редактором і есеїстом.
Здобувши освіту архітектора в Єльському університеті, Джордж Нельсон в 1930-х працював як європейський кореспондент американських архітектурних журналів, де публікувалися його інтерв'ю з найшанованішими архітекторами-модерністами Європи.
У наступні роки він працював в архітектурному бюро Адамса і Прентіса, брав участь у виставках і встиг взяти серію інтерв'ю у таких культових постатей у світі дизайну і архітектури, як Людвіг Міс ван дер Рое, Ле Корбюзьє, Джіо Понті і багатьох інших.
У 1935 році Нельсон працює на посаді редактора в Архітектурному форумі, провідному фаховому журналі того часу, який видавався Times, Inc. За десять років роботи в Times він став співвидавцем Архітектурного форуму, спеціальним автором журналу Fortune.
У 1940-і роки разом з Генрі Райтом він випустив книгу Tomorrow's House, де, зокрема, розмірковував про вбудовані меблі.
У 1945—1979 роки Джордж Нельсон — головний дизайнер Herman Miller. У цей період з Herman Miller співпрацювали найкращі американські дизайнери: Рей і Чарльз Імзи, Ісаму Ногучі, Гаррі Бертойя. Деякі з них не мали досвіду проектування меблів і стали дизайнерами завдяки Нельсону. Він сам спроектував кілька чудових предметів меблів для Herman Miller: крісло Nelson Coconut Chair, софа Nelson Marshmallow Sofa, стілець-п'єдестал Nelson Pedestal Stool, стіл Nelson Swag Leg Work Table, Nelson Swag Leg Desk. Розробив дизайн для багатьох моделей настільних і настінних годинників для дочірнього підприємства цієї фірми Howard Miller. Деякі з цих моделей в Європі зараз випускає Vitra.

## Нагороди та досягнення
- 1932 — Римська премія в галузі архітектури
- 1953 — Золота медаль, Клуб артдиректорів Нью-Йорка
- 1953 — Кращий офіс року, New York Times
- 1954 — Новаторська премія, Національної ліги товарів для будинку
- 1954 — Премія «Good Design Award», Музей сучасного мистецтва
- 1991 — Нагорода «Lifetime Achievement Award», Американський інститут графічних мистецтв

## Постійні колекції
- Постійна колекція Музею сучасного мистецтва
- Бруклінський музей мистецтв
- Музей мистецтв Філадельфії
- Музей дизайну Vitra